# PPD (entreprise)
Pour les articles homonymes, voir PPD.
Pharmaceutical Product Development (PPD) est une entreprise américaine de sous-traitance pharmaceutique dans la recherche et des fonctions associés. Elle est basée à Wilmington en Caroline du Nord. Elle possède environ 30 000 employés.

## Histoire
En avril 2021, Thermo Fisher annonce l'acquisition de PPD pour 17,4 milliards de dollars.